# تمام عشق من (ترانه)
 «تمام عشق من» (به انگلیسی: All My Love) ترانه ای از تهیه‌کننده موسیقی الکترونیکی آمریکایی میجر لیزر با آوازهای خواننده آمریکایی آریانا گرانده است. این ترانه در تاریخ ۱۳ نوامبر ۲۰۱۴ به عنوان پنجمین تک‌آهنگ از موسیقی متن برای فیلم بازی‌های گرسنگی: زاغ مقلد - بخش ۱ (۲۰۱۴) توسط ریپابلیک رکوردز منتشر شد. این ترانه توسط گرانده، الا یلیچ-اوکانر و کارن اورستد نوشته‌شده و با تهیه کنندگی Boaz van de Beatz , Jr Blender و دیپلو از عضو میجر لیزر تهیه شده‌است. «تمام عشق من» یک الکتروپاپ با عناصر دنس‌هال است. ترانه انتقادات مثبت از منتقدان موسیقی دریافت کرد و از تولید این آهنگ تعریف کردند.